# 40 Geminorum
40 Geminorum är en blåvit jätte i stjärnbilden Tvillingarna.
40 Geminorum har visuell magnitud +6,40 och nätt och jämnt synlig för blotta ögat vid mycket god seeing. Den befinner sig på ett avstånd av ungefär 1195 ljusår.